# Singoalla (novela)
Singoalla (1857) es una novela histórica escrita por el autor sueco Viktor Rydberg. El libro está ambientado en la Edad Media y gira en torno al amor entre el hijo de caballero Erland Månesköld y la misteriosa joven gitana Singoalla. La novela se publicó por primera vez en un calendario de Gotemburgo, entonces con el subtítulo Cuento de hadas romántico. La primera edición del libro se publicó en 1865, en ese con un final feliz revisado en lugar del final infeliz original.

## Trama
Singoalla se desarrolla durante los años 1340 y 1350 y trata del amor entre Erland, hijo de un caballero, y Singoalla, hija de los gitanos que descansan unos días cerca del castillo del padre de Erland. Su primer encuentro es junto al arroyo que atraviesa el bosque que pertenece al castillo. Esta será una reunión breve ya que la gente de Singoalla partirá nuevamente esa misma noche. Erland no puede olvidar a Singoalla y cuando su gente regresa un año después y le pide al padre de Erland que les permita establecer un campamento en su bosque, ya que se quedarán durante una semana y esperarán a otro grupo, Erland ve su oportunidad de reencontrarse con ella. Durante esta semana, los jóvenes se reúnen todas las noches y su amor crece.
Una noche deciden casarse sólo mediante una promesa sagrada entre ellos, pero el prometido de Singoalla, Assim, los ve y le cuenta todo a su padre. Luego los recién casados van a hablar con el padre de Singoalla y se decide que Erland los acompañará y continuarán caminando esa noche. Lo que no saben es que los gitanos han robado muchas cosas del monasterio donde Erland estudió y cuando llegan un poco más adelante en el camino, la gente de Erland los alcanza para recuperar estas cosas. En este punto, la madre de Assim ya ha envenenado a Erland, con los gitanos detrás de él, y deja que los monjes elijan entre las cosas y Erland. Los monjes deciden llevarse a Erland de regreso a casa mientras los gitanos continúan su viaje. Cuando Erland despierta de nuevo, cree que Singoalla estuvo involucrada en todo el asunto y por lo tanto comienza a odiarla más que a cualquier otra cosa. Se casa con Helena, su prometida desde la infancia, y tienen un hijo juntos. Lo que él no sabe es que Singoalla ha sido secuestrada por su padre y que Assim le ha dicho que Erland ha muerto. Luego decide vivir con Assim, pero no como marido y mujer, ya que Assim la sigue como su esclavo.
Varios años después regresa con Assim y su hijo con Erland, Sorgbarn ("Hijo de la pena"). Ella descubre que Erland todavía está vivo y decide acoger a Sorgbarn en su casa. Sorgbarn entonces va al monasterio y dice que quiere convertirse en esclavo de Erland por cien días y que cuando esos días terminen, el monasterio recuperará todas las cosas que le fueron robadas diez años antes. Sorgbarn afirma tener sueños vívidos sobre dónde están escondidas estas cosas. Entonces se decide que Sorgbarn vivirá con su padre como esclavo y le servirá durante cien días. Después de un tiempo, Sorgbarn comienza a hipnotizar a Erland mientras duerme y así llevarlo a Singoalla. En esta hipnosis, Erland ama a Singoalla y llama a Sorgbarn su hijo, pero con el tiempo odia cada vez más a Singoalla y detesta a Sorgbarn.
Todo termina con Erland superando a Sorgbarn y matándolo en el bosque. Sin embargo, decide dejar vivir a Singoalla cuando se entera de que se acerca la plaga y, por lo tanto, cree que no le queda mucho tiempo de vida. También le promete que vivirá el resto de su vida a la intemperie y sin techo. Siete días después, Erland va al monasterio para hablar con su amigo Johannes. Luego se entera de que su esposa Helena ha muerto a causa de la peste, pero que su hijo ha sido cuidado por una muchacha oscura que lo ha llevado con ella en su viaje. Erland se da cuenta de que esta chica es Singoalla. Le pide a Johannes que se vaya con él al bosque y Johannes acepta. Salen al bosque y cavan una vivienda en una colina donde luego viven toda su vida como ermitaños. Varios años después, un joven se acerca y habla con Erland, le da un abrazo y luego se aleja nuevamente. Este joven es hijo de él y de Helena, criado por Singoalla.

## Personajes

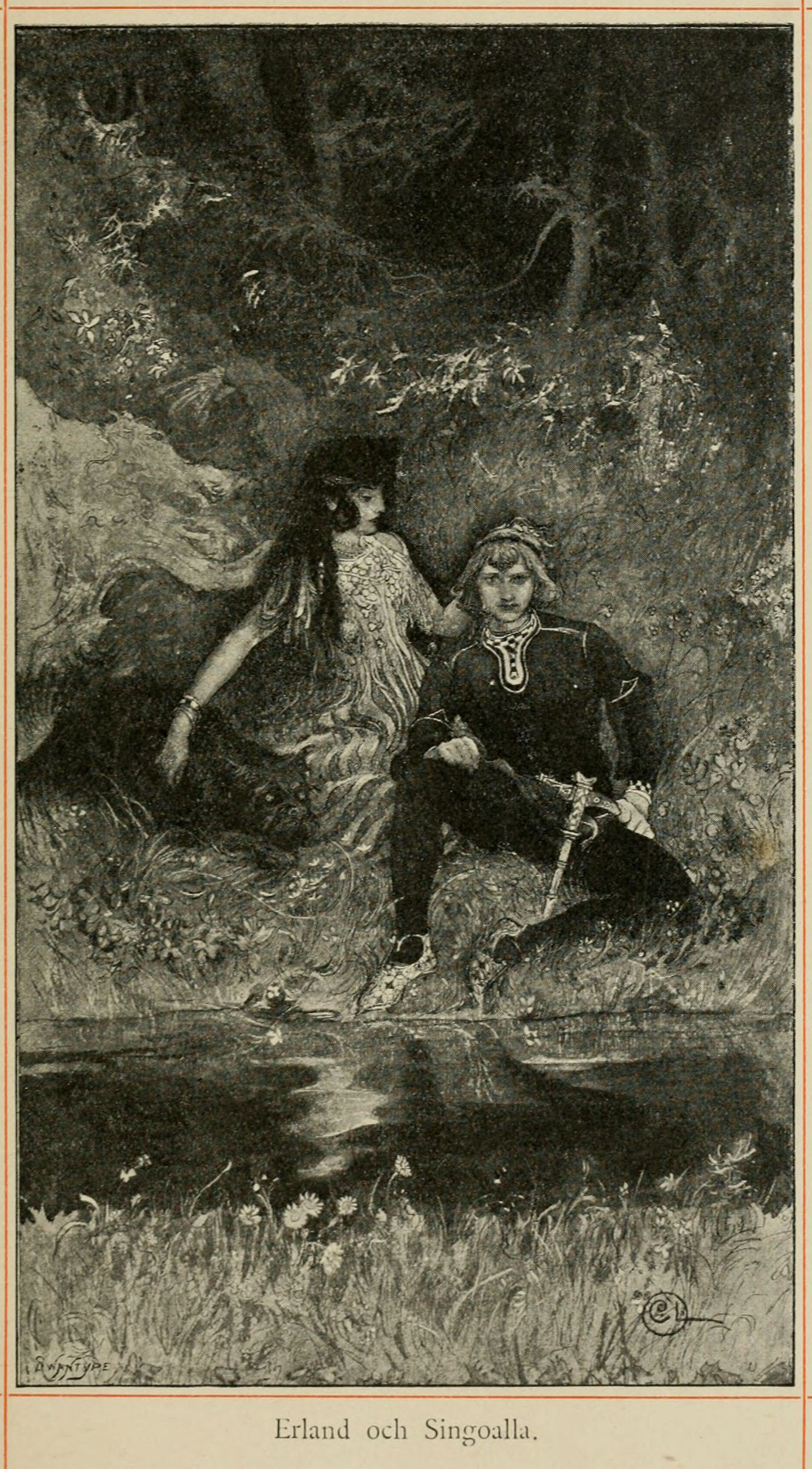
Singoalla y Erland ilustrados por Carl Larsson en la cuarta edición del libro.

- Erland Månesköld, el hijo de un caballero
- Singoalla, una chica gitana
- Assim, el prometido de Singoalla
- Sorgbarn ("Hijo de la pena"), el hijo ilegítimo de Erland y Singoalla
- Helena, la esposa de Erland
- Johannes, un amigo de Erland

## Ediciones y traducciones
La primera versión de la novela apareció en 1857 en el calendario Aurora. Sin embargo, Rydberg revisó la novela en mayor o menor medida entre las ediciones, y cuando él mismo publicó el libro por primera vez en 1865, el final fue completamente revisado y tuvo un final más feliz que el infeliz original. Continuó haciendo cambios en las ediciones posteriores de 1876 y 1893, aunque menos drásticos. La cuarta edición de 1894 tuvo con ilustraciones de Carl Larsson. La editorial Gidlunds publicó el libro por primera vez en su versión original en 1983 por iniciativa del autor Sven Delblanc. De las novelas de Rydberg, Singoalla es la que ha tenido más ediciones y desde mediados del siglo XX se convirtió en la novela más publicada de Rydberg en sueco.
Singoalla es también la novela más traducida de Rydberg y ha sido traducida a diez idiomas y publicada en el extranjero casi treinta veces.Un año después de la publicación de la novela, en 1866, se publicó una traducción danesa realizada por un traductor anónimo. En las décadas siguientes, fue traducida al alemán (por ML Sunder, 1885), al holandés (Philippine Wijsman, 1899) y al finlandés (Juhani Aho, 1895). Singoalla, como el resto de la obra de Rydberg, no alcanzó éxito internacional durante su vida. El editor Fredk. J. Crowest escribe en el prefacio a la traducción al inglés de Singoalla realizada por Josef Fredbärj en 1904 que “Durante su vida, Rydberg fue poco conocido fuera de su propio país. Sin embargo, no es improbable que la reputación póstuma de Rydberg sea mayor que la que tuvo durante su vida.” Si bien esto es cierto, Singoalla siguió siendo su obra, que después de los años 1920 siguió publicándose principalmente en el extranjero.

## Adaptaciones
- 1940: Adaptada a ópera en cuatro actos por Gunnar de Frumerie.
- 1949: Adaptada como película sueco-francesa por el director francés Christian-Jaque. [4]
- 1961: Ballet compuesto por Jan Carlstedt.
- 2005: Representada como obra de teatro por el director Bobo Lundén en Hagaparken. [5]